# 우리아시
우리아시(학명: Uriash kadici 우리아시 카디키[*])는 루마니아에서 발견된 백악기 후기(마스트리히절)의 티타노사우루스류 용각류의 일종이다. 모식표본은 과거에 페트루스티탄의 것으로 보았다.

## 발견과 명명
1914년, 헝가리의 지질학자 오토카르 카딕(Ottokár Kadić. 1876–1957)은 발리오아라(Vălioara) 근처의 파라울 부두로네(Pârâul Budurone) 계곡에서 이전에 발견된 용각류 화석보다 현저히 큰 용각류의 골격을 발견했다. 1916년, 다리뼈와 여덟 개의 척추뼈의 발견이 과학 보고서로 보고되었다. 튀빙겐 대학교의 프리드리히 폰 후에네(Friedrich von Huene)는 두 개의 척추뼈를 1927년 1월 12일까지 받았다. 폰 후에네는 1932년에 이를 기재하면서 지금은 페트루스티탄으로 불리는 마기아로사우루스 헝가리쿠스(?Magyarosaurus hungaricus)로 임시 언급했다.
2021년 발굴 산지가 재발견되었으며 그러고 나서야 모든 뼈가 하나의 동물인 'C 개체'에 속한다는 사실을 깨달았다. 그것이 과학 보고서에 새로운 분류군으로 해당시켜야 한다는 결론이 내려졌다.
2025년에 베로니카 디즈 디아스(Verónica Díez Díaz), 필립 데이비드 매니언(Philip David Mannion), 졸탄 치키-사바(Zoltán Csiki-Sava), 폴 업처치(Paul Upchurch)가 모식종에게 '우리아시 카디키'라는 학명을 명명시켜 이를 기재했다. 종소명 '우리아시'(Uriash)는 루마니아어로 루마니아 설화에 나오는 거인 '우리아스'(uriaș)를 가리키며, 종소명 카티키(kadici)는 발견자인 오토카르 카딕의 성씨에서 따왔다.
C 개체는 모식표본이다. 마히스트리히절 초에 해당하는 덴수스-치울라 누층 (Densuş-Ciula Formation)의 중하부 구성층에서 발견되었다. 꼬리뼈 표본 SZTFH Ob.3090 B, D, G, H (나머지 네 개는 잃어버렸다), 오른쪽 상완골 SZTFH Ob.3104, 대퇴골 SZTFH Ob.3103 왼쪽의 제1척골 SZTFH Ob.3095로 구성되어 있다.

## 특징

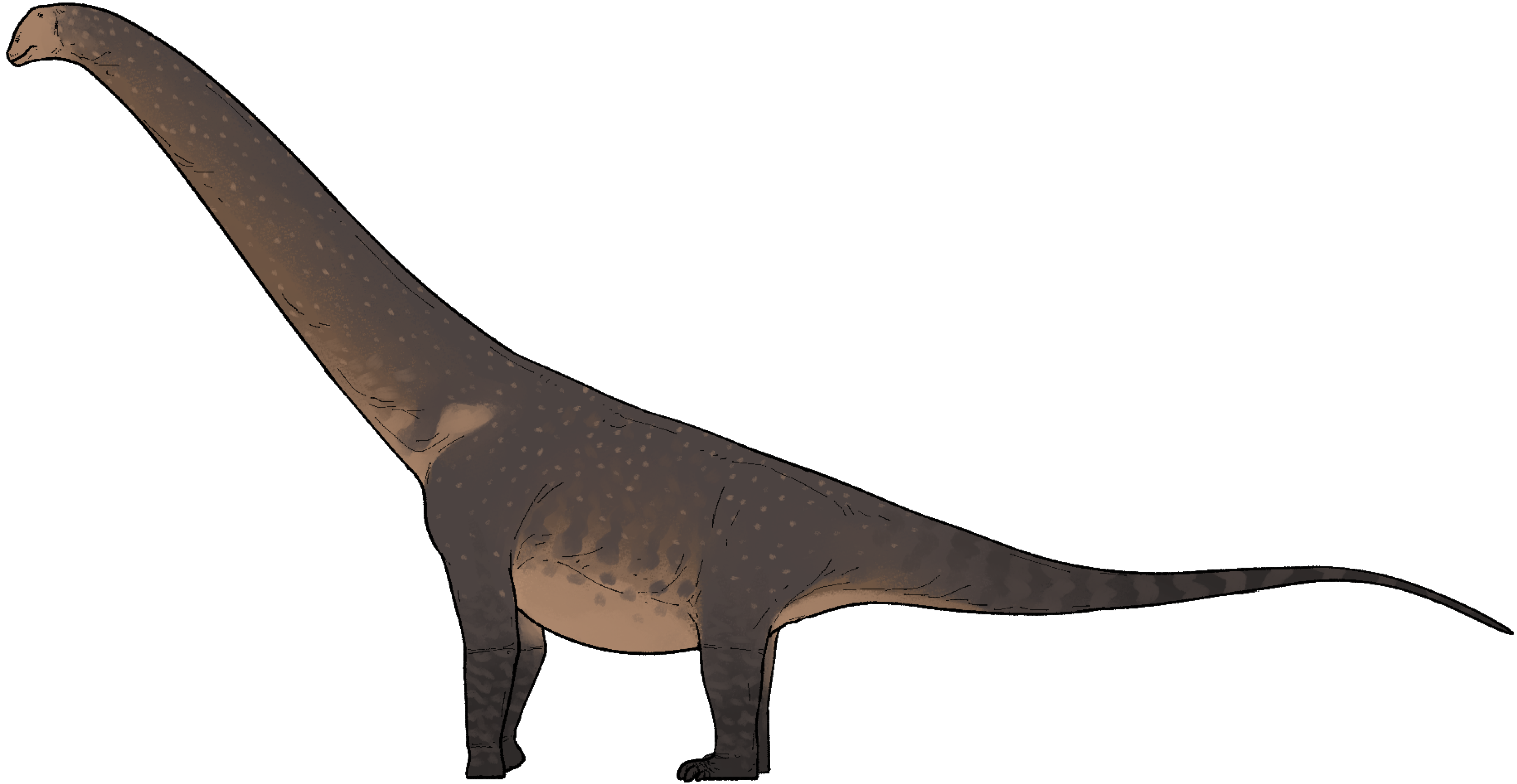
복원도

우리아시는 몸길이 8.83~11.87m이며 체중은 5~8t까지 이르렀을 것으로 보인다. 압디토사우루스 이후 2025년 발견된 백악기 후기 티타노사우루스류 중 두 번째로 가장 크다.